# Artur Dzigański
Artur Dzigański (ur. 24 października 1972 w Dzierżoniowie) – polski nauczyciel, małopolski kurator oświaty w latach 2008–2010, dyrektor kształcenia zawodowego w Wydawnictwach Szkolnych i Pedagogicznych (2011–2023).

## Życiorys
W 1996 ukończył studia wyższe w zakresie filologii polskiej w Uniwersytecie Jagiellońskim. W latach 1995–1996 pracował w Zespole Szkół Ekonomicznych Nr 3 w Krakowie. Od 1996 był nauczycielem języka polskiego w IV Prywatnym Liceum Ogólnokształcącym „World” w Krakowie i British International School of Cracow. W latach 1996–1999 uczestniczył w pracach nad stworzeniem nowej formuły egzaminu maturalnego (program „Nowa Matura”). Od 1999 pracował, a następnie współpracował z Okręgową Komisją Egzaminacyjną w Krakowie, a także z Małopolskim Centrum Doskonalenia Nauczycieli i Niepublicznym Ośrodkiem Doskonalenia Nauczycieli „Znak”. Był jednym z pierwszych w Polsce egzaminatorów egzaminu maturalnego z języka polskiego. W 2002 po ukończeniu kursu kwalifikacyjnego z zakresu organizacji i zarządzania oświatą, objął stanowisko dyrektora IV PLO „World”. W 2006 uzyskał stopień awansu zawodowego nauczyciela dyplomowanego. Za osiągnięcia w pracy dydaktycznej i wychowawczej otrzymał w 2007 Nagrodę Małopolskiego Kuratora Oświaty. W maju 2008 pełnił funkcję Koordynatora Oceniania Egzaminu Maturalnego w województwie małopolskim. W 2010 ukończył studia podyplomowe z prawa i postępowania administracyjnego w Wyższej Szkole Informatyki i Zarządzania we Wrocławiu.
1 lipca 2008 powołany przez wojewodę małopolskiego Jerzego Millera na stanowisko małopolskiego kuratora oświaty. Odwołany 8 grudnia 2009 przez wojewodę Stanisława Kracika. Od 1 września 2011 zatrudniony w Wydawnictwach Szkolnych i Pedagogicznych, od 2014 na stanowisku szefa zespołu szkolnictwa zawodowego. 
Autor i współautor kilkunastu książek z zakresu dydaktyki oraz publikacji o charakterze encyklopedycznym i słownikowym, m.in. "Słownik symboli", "Słownik interpunkcyjny", "Słownik poezji. Szkoła podstawowa", "Słownik poezji. Gimnazjum", "Słownik poezji. Liceum", "Między wierszami. Szkoła ponadgimnazjalna", "Język polski. Rozumienie czytanego tekstu", "Nowa matura z języka polskiego. Praktyczne przygotowanie do egzaminu", "Nowa matura z języka polskiego. Praca z tekstem", "Nowa encyklopedia szkolna".